# Collegio uninominale Veneto 1 - 08
Il collegio elettorale uninominale Veneto 1 - 08 è stato un collegio elettorale uninominale della Repubblica Italiana per l'elezione della Camera dei deputati tra il 2017 ed il 2022.

## Territorio
Come previsto dalla legge elettorale italiana del 2017, il collegio era stato definito tramite decreto legislativo all'interno della circoscrizione Veneto 1.
Era formato dal territorio di 18 comuni: Arcade, Breda di Piave, Carbonera, Casale sul Sile, Casier, Maserada sul Piave, Mogliano Veneto, Monastier di Treviso, Ponzano Veneto, Povegliano, Preganziol, Roncade, San Biagio di Callalta, Silea, Spresiano, Treviso, Villorba e Zenson di Piave.
Il collegio era quindi interamente compreso nella provincia di Treviso.
Il collegio era parte del collegio plurinominale Veneto 1 - 02.

## Eletti
| Elezione | Elezione | Deputato         | Partito         |
| -------- | -------- | ---------------- | --------------- |
|          | 2018     | Raffaele Baratto | Forza Italia    |
|          | 2021     | Raffaele Baratto | Coraggio Italia |

## Dati elettorali

### XVIII legislatura
Come previsto dalla legge elettorale, 232 deputati erano eletti con sistema a maggioranza relativa in altrettanti collegi uninominali a turno unico.
| Candidati              | Candidati                  | Voti    | %     | Liste                    | Voti    | %     |
| ---------------------- | -------------------------- | ------- | ----- | ------------------------ | ------- | ----- |
|                        | Raffaele Baratto ✔️ Eletto | 73 142  | 44,85 | Lega                     | 50 979  | 31,26 |
| Forza Italia           | Raffaele Baratto ✔️ Eletto | 73 142  | 44,85 | 15 382                   | 9,43    |       |
| Fratelli d'Italia      | Raffaele Baratto ✔️ Eletto | 73 142  | 44,85 | 5 958                    | 3,65    |       |
| Noi con l'Italia - UDC | Raffaele Baratto ✔️ Eletto | 73 142  | 44,85 | 823                      | 0,50    |       |
|                        | Giovanna Berno             | 39 316  | 24,11 | Movimento 5 Stelle       | 39 316  | 24,11 |
|                        | Silvano Piazza             | 39 227  | 24,05 | Partito Democratico      | 31 657  | 19,41 |
| +Europa                | Silvano Piazza             | 39 227  | 24,05 | 5 998                    | 3,68    |       |
| Italia Europa Insieme  | Silvano Piazza             | 39 227  | 24,05 | 953                      | 0,58    |       |
| Civica Popolare        | Silvano Piazza             | 39 227  | 24,05 | 619                      | 0,38    |       |
|                        | Said Chaibi                | 4 627   | 2,84  | Liberi e Uguali          | 4 627   | 2,84  |
|                        | Lorenzo Damiano            | 1 801   | 1,10  | Il Popolo della Famiglia | 1 801   | 1,10  |
|                        | Jacopo Pupo                | 1 078   | 0,66  | CasaPound                | 1 078   | 0,66  |
|                        | Diego Brunello             | 1 066   | 0,65  | Potere al Popolo!        | 1 066   | 0,65  |
|                        | Giovannibattista Crespi    | 873     | 0,54  | 10 Volte Meglio          | 873     | 0,54  |
|                        | Elisabetta Uccello         | 845     | 0,52  | Italia agli Italiani     | 845     | 0,52  |
|                        | Gabriele Santangelo        | 476     | 0,29  | Grande Nord              | 476     | 0,29  |
|                        | Andrea Errera              | 459     | 0,28  | Partito Valore Umano     | 459     | 0,28  |
|                        | Pierre Zanin               | 179     | 0,11  | PRI - ALA                | 179     | 0,11  |
| Totale                 | Totale                     | 163 089 | 100   |                          | 163 089 | 100   |
|                        |                            |         |       |                          |         |       |
| Voti non validi        | Voti non validi            | 4 037   | 2,42  |                          |         |       |
| Votanti                | Votanti                    | 167 126 | 78,99 |                          |         |       |
| Elettori               | Elettori                   | 211 568 |       |                          |         |       |